# Justicia adhatoda
Justicia adhatoda är en akantusväxtart som beskrevs av Carl von Linné. Justicia adhatoda ingår i släktet Justicia och familjen akantusväxter. Inga underarter finns listade i Catalogue of Life.

## Bildgalleri

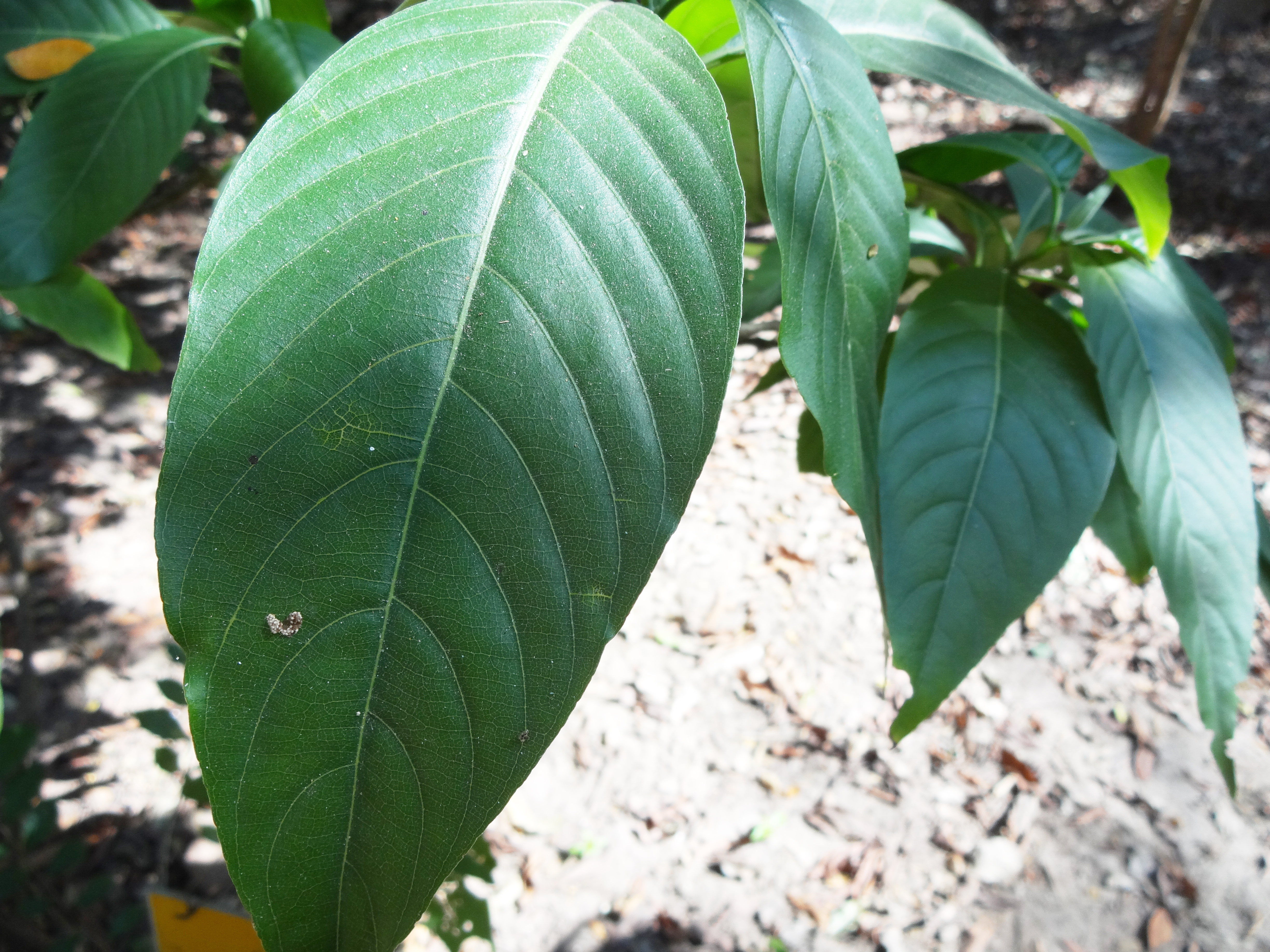
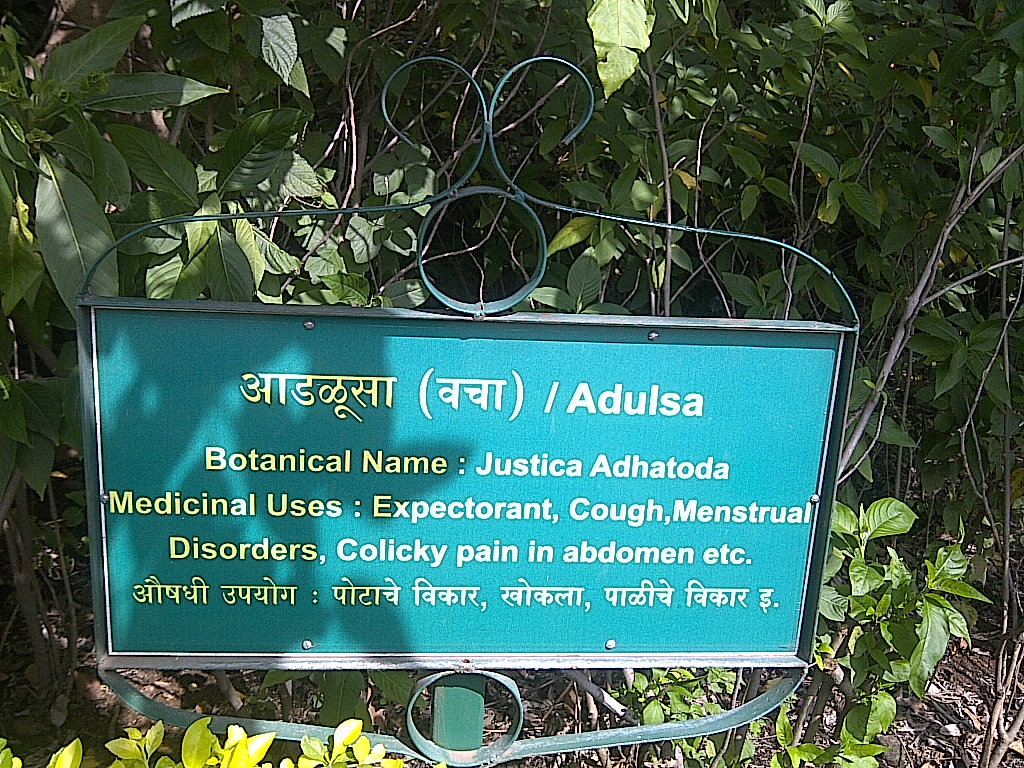
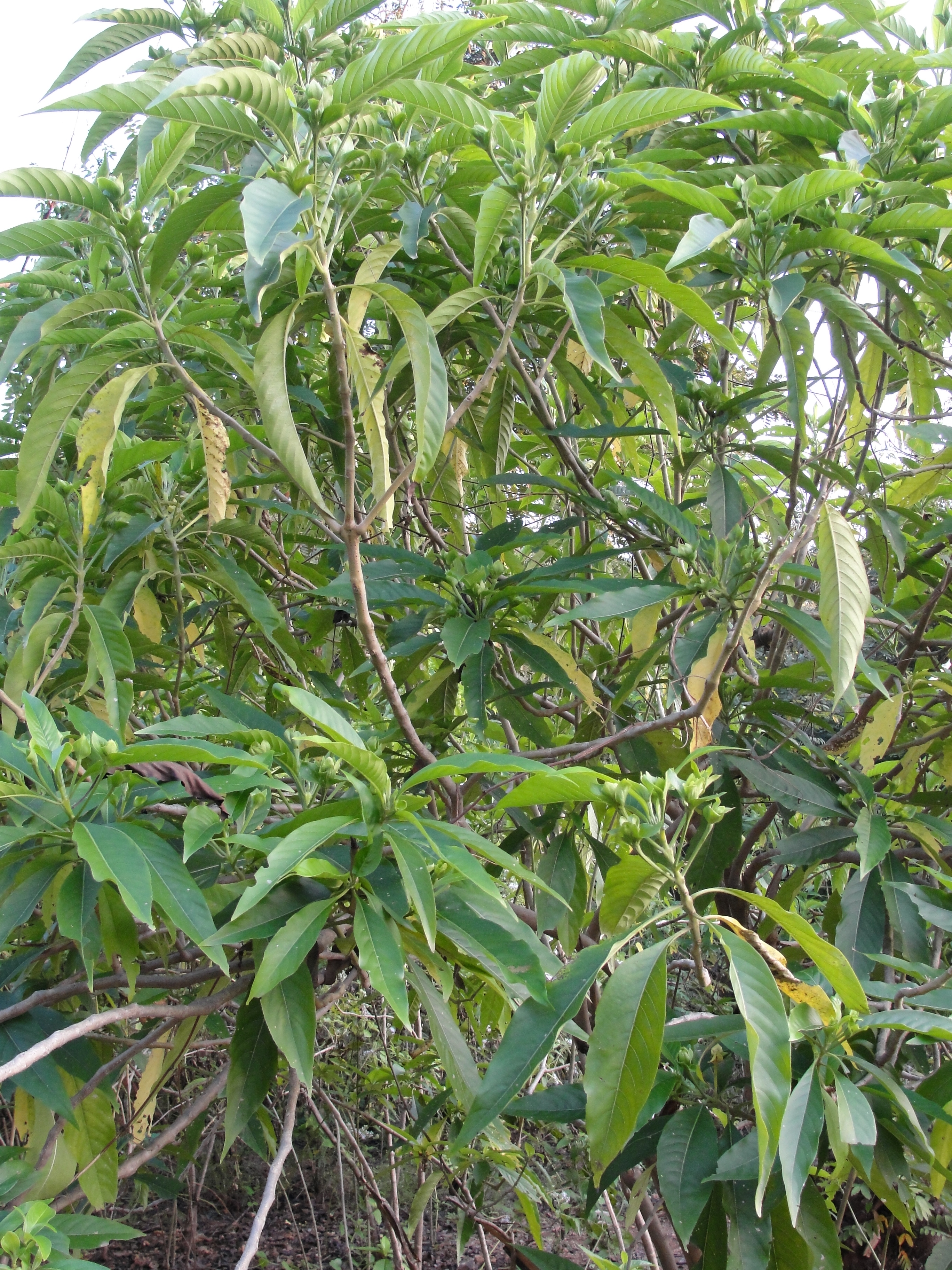
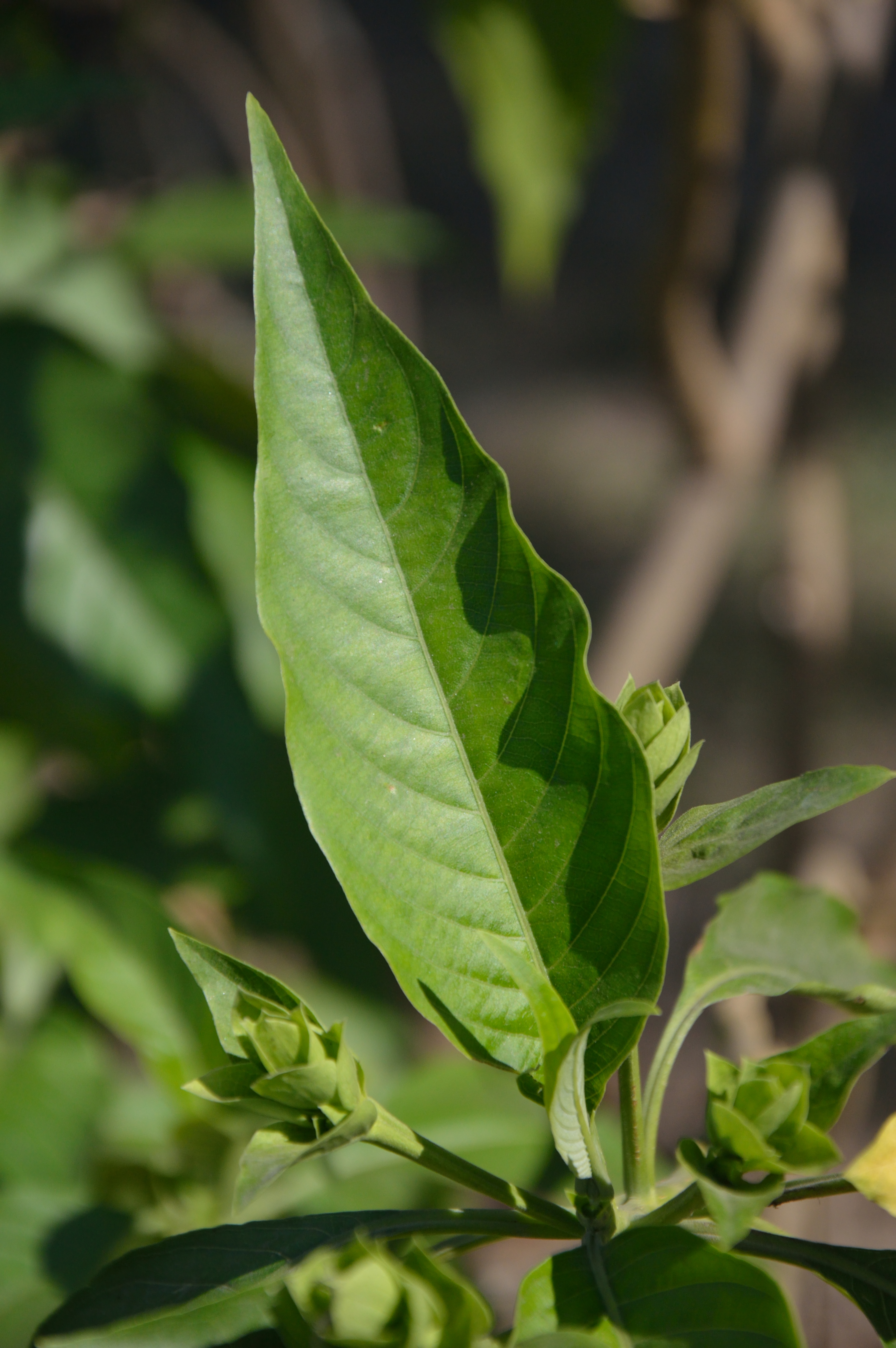
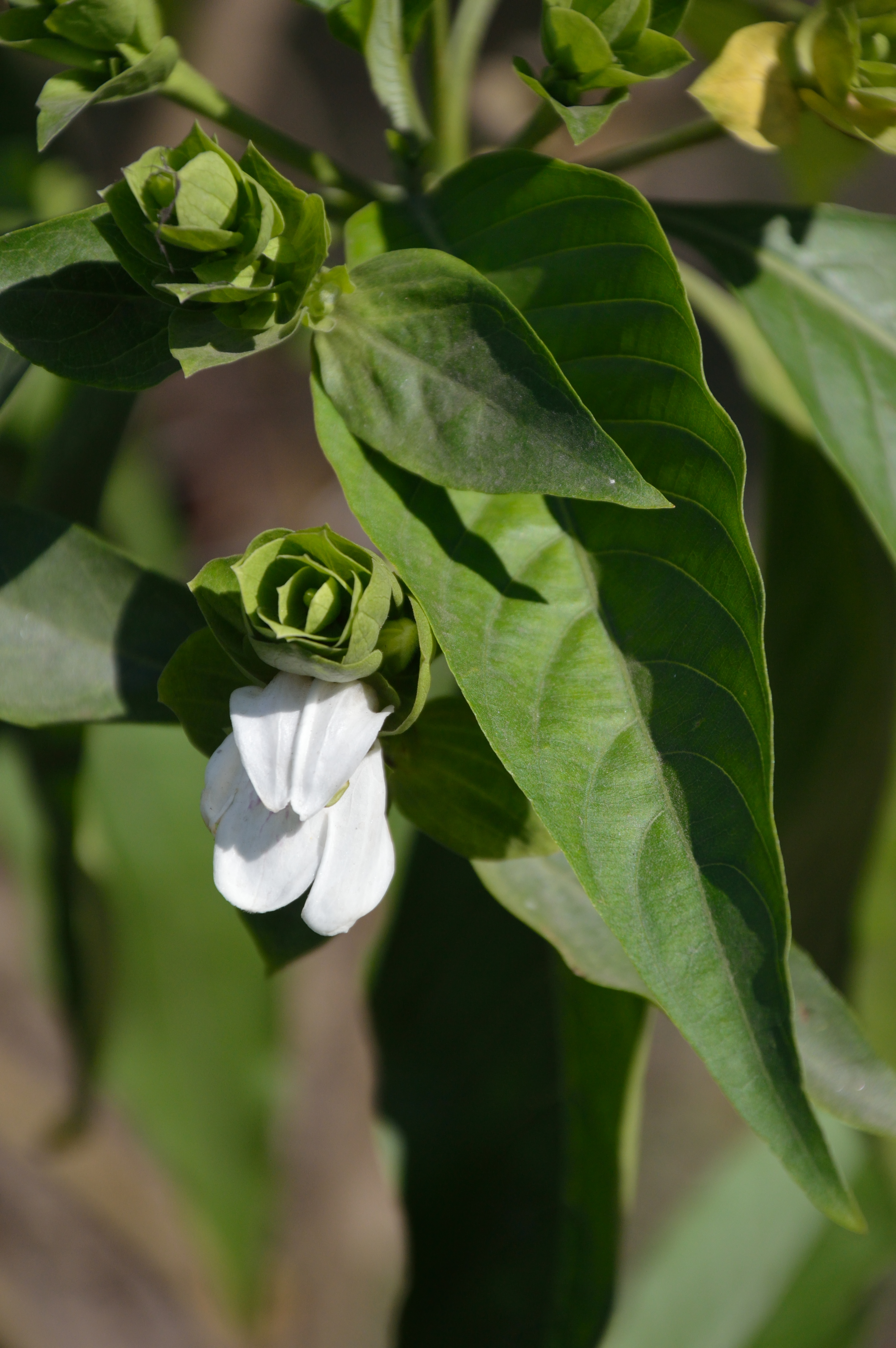
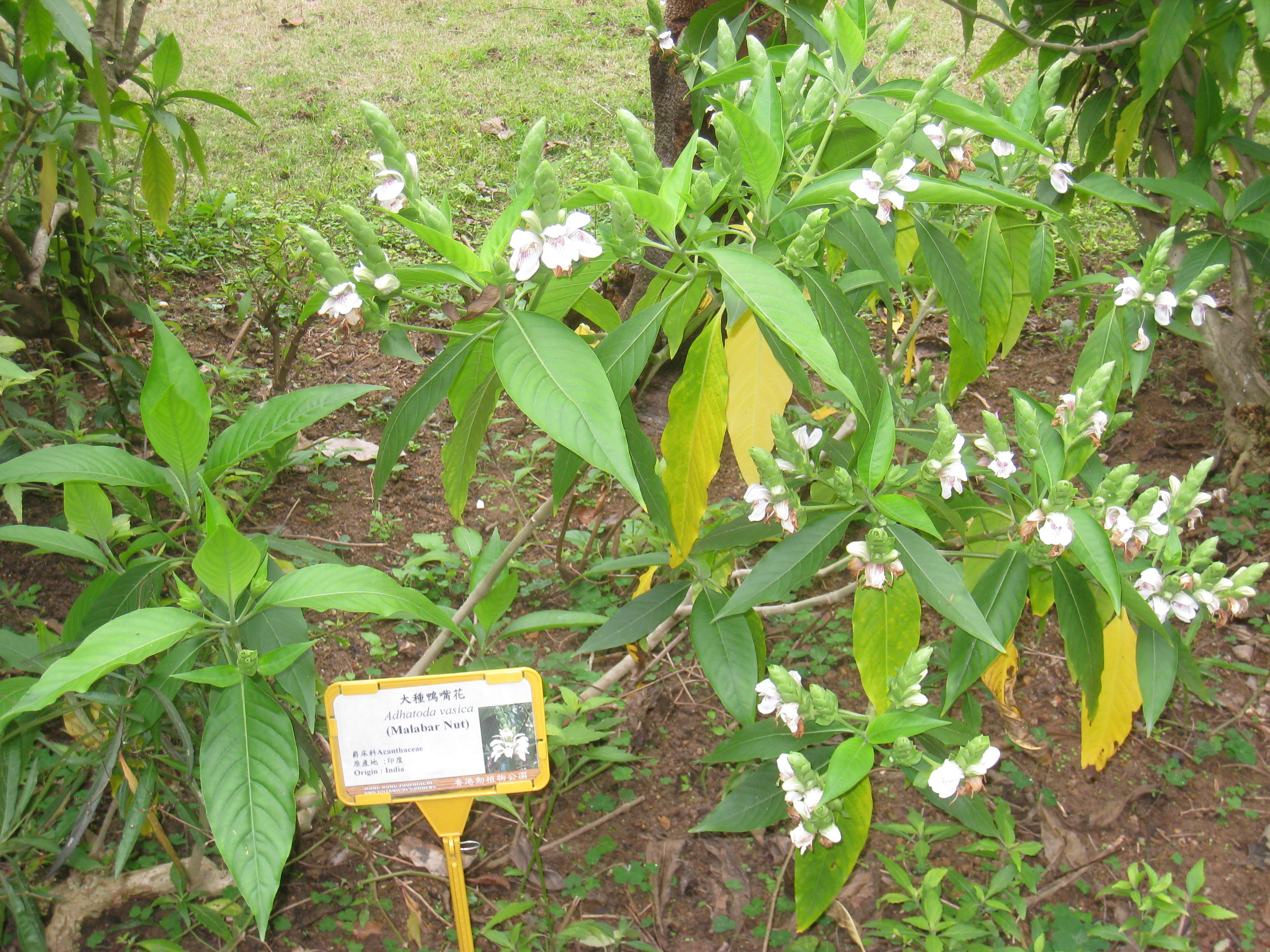